# (43193) Secinaro
(43193) Secinaro est un astéroïde de la ceinture principale.

## Description
(43193) Secinaro est un astéroïde de la ceinture principale. Il fut découvert le 1er janvier 2000 à San Marcello Pistoiese par Luciano Tesi et Andrea Boattini. Il présente une orbite caractérisée par un demi-grand axe de 3,06 UA, une excentricité de 0,14 et une inclinaison de 2,6° par rapport à l'écliptique.

## Compléments